# Gabriel Batistuta
Gabriel Omar Batistuta, surnommé Batigol, né le 1er février 1969 à Reconquista, est un footballeur international argentin évoluant comme attaquant de la fin des années 1980 au milieu des années 2000.
Formé en Argentine, il évolue deux saisons au Newell’s Old Boys, une à River Plate, une et demi à Boca Juniors. Il est le deuxième meilleur buteur de l'histoire de la Fiorentina avec qui il joué pendant neuf saisons. Batigol part à l'AS Roma pour enfin être sacré champion d'Italie en 2001. Après un bref passage à l’Inter Milan, il prend sa retraite des terrains à la suite d'un ultime séjour au Qatar avec Al Arabi.
En 1991, il connaît le début d'une période faste avec l'Argentine, gagnant deux Copa América d'affilée en 1991 et 1993 sous les commandes de Coco Basile. Batistuta est le deuxième meilleur buteur de l'équipe d'Argentine, dépassé par Lionel Messi.

## Biographie

### Enfance et formation en Argentine
Né en février 1969 à Reconquista, Gabriel Batistuta est le fils d'Osmar Batistuta, travailleur dans un abattoir de chevaux, et de Gloria Batistuta Zilli, secrétaire d'école à mi-temps. Sa famille, originaire du Frioul, s’y installe dans la seconde moitié du XIXe siècle. Gabriel a trois sœurs cadettes : Elisa, Alejandra, et Gabriela.
Alors qu'il n'est encore qu'un adolescent, le sport préféré de Batistuta est le volley-ball. Ce sont ses amis qui le dirigent vers le football. Peu habile de ses pieds, il intègre un club de son quartier où il évolue tout d'abord en tant que gardien de but. Mais il fait rapidement étalage de son sens du but et tape dans l'œil des recruteurs de Newell's Old Boys, où il signe son premier contrat professionnel.

### Un club par an comme débuts professionnels

Batistuta devant le Stadio monumental de River Plate en 1989.

Dans la ville de Rosario, le soutien de son coach Marcelo Bielsa et les conseils de son père lui permettent de surmonter l'éloignement de sa famille. Il dispute son premier match dans l'élite argentine contre San Lorenzo (1-0) le 5 octobre 1988. Batistuta commence à faire parler de lui en participant à la finale de la Copa Libertadores 1988 avec l'équipe de Newell's Old Boys. Malgré la défaite face au Nacional, le jeune homme de 19 ans impressionne les observateurs par sa force et son engagement total. Dès 1989, il signe au CA River Plate, sans réussir à s'y imposer.
Boca Juniors, qui court après un titre depuis 1981 et le départ de Diego Maradona, profite de l'occasion pour le recruter dès 1990. L'équipe menée par Batistuta, Cabañas, Márcico et Simon permet à la Bombonera de s'enflammer à nouveau au rythme d'un football technique et guerrier avec le titre de champion. Il inscrit treize buts en une saison.
Ses performances convainquent Alfio Basile de sélectionner Batistuta en équipe d'Argentine pour la Copa América 1991 au Chili. Il honore sa première sélection le 27 juin 1991 contre le Brésil (1-1) en match de préparation,. Alors qu'il débute en compétition officielle sous le maillot argentin, Batistuta inscrit un doublé dès l’entrée en lice face au Venezuela. Le joueur marque même à chaque rencontre, hormis lors du 0-0 face au Chili, soit six buts en autant de matchs. L’Argentine remporte le tournoi et Batistuta est sacré meilleur buteur du tournoi.

### Débuts mitigés à la Fiorentina et titres de l'Argentine

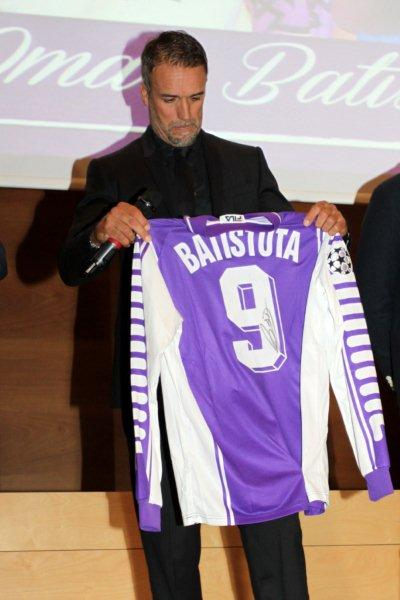
Batistuta avec un maillot hommage de la Fiorentina.

Batigol rejoint l'Europe et la Fiorentina, en échange de 12 milliards de lires (6,2 millions d’euros), pour remplacer Roberto Baggio. Le club toscan souhaite premièrement recruter son compatriote Diego Latorre, mais le président du club Vittorio Cecchi Gori, découvre Batistuta sur une cassette vidéo et change d'avis. Gabriel débarque en Italie à 22 ans avec seulement quatre saisons et demi d'expérience professionnelle et un maximum de 11 buts sur un exercice en Championnat.
L'Argentin connaît une période d'adaptation difficile et se souvient en 1996 : « Le contact avec l’Italie n’a pas été facile. Les mentalités, la façon de concevoir le football, tout était différent de l’Argentine ». Accueilli froidement par la presse qui le qualifie de « bidon », les premières saisons sont chaotiques.
Convoqué pour la Coupe des confédérations 1992, Batistuta inscrit ses onzième et douzième buts internationaux dans les dix premières minutes de l'entrée en lice en demi-finale face à la Côte d’Ivoire (4-0). En finale contre l'Arabie saoudite, Gabriel frappe sur le poteau avant que Simeone ne clôt le score (3-1).
L'Argentine et son buteur conserve leur titre à l'occasion de la Copa América 1993, où Batistuta est de nouveau buteur en finale.
Le trio offensif florentin composé avec Effenberg et Brian Laudrup n'empêche pas la « Viola » de sombrer en Série B. Il choisit pourtant de rester au club, geste qui marque les esprits locaux et le hisse au rang de véritable dieu, à l'égal d'Antognoni. La deuxième division lui coûte un temps sa place en sélection nationale, tandis que le Mondial 1994 approche. La remontée est immédiate et la Fiorentina s'impose parmi les grands du Calcio.
Durant le premier tour du Mondial américain en 1994, Batistuta signe quatre réalisations. Devant les 50 000 spectateurs au Foxboro Stadium, l’Argentine affronte la Grèce pour son entrée en lice et le capitaine de la Fiorentina ne met que deux minutes pour ouvrir le score. Juste avant la mi-temps, il double la mise d'une frappe sans élan dans la lucarne ,puis signe un triplé dans les arrêts de jeu, sur un puissant penalty. Gabriel marque un quatrième but lors du huitième de finale contre la Roumanie, perdu 3-2.

### Titres en Italie et buteur de l'Albiceleste
L'arrivée de Rui Costa et l'éclosion de Francesco Toldo permettent à Batistuta d'envisager sereinement l'avenir avec son club. L'Argentin marque lors de chacune des onze premières journées de Serie A, un record. Il termine meilleur buteur du championnat pour le retour de la Viola dans l’élite (26 buts en 1994-95). Au terme de la saison 1995-1996, il remporte son premier trophée en Europe avec la Coupe d’Italie, remportée contre l’Atalanta en marquant lors de la finale aller (1-0) et retour (2-0). Quelques semaines plus tard, la Fiorentina remporte la Supercoupe d’Italie face à l’AC Milan. Capitaine de l'équipe, Batistuta ouvre le score puis inscrit le but vainqueur sur coup franc (2-1). Gabriel Batistuta et son entraîneur Claudio Ranieri glanent trois trophées en quatre ans.
L'Inter Milan essaie de s'attacher ses services mais Batistuta est déclaré intransférable au grand soulagement des tifosi. La saison 1996-97 voit la « Viola » accéder aux demi-finales de la Coupe des coupes où elle échoue face au Barca de Ronaldo, futur lauréat. Buteur à l'aller au Camp Nou (1-1), Batistuta est suspendu pour le match retour (défaite 0-2).
Batistuta fait partie de l'équipe d'Argentine à la Coupe du monde 1998 en France. Après avoir inscrit le seul but du premier match contre le Japon (1-0), il réalise un coup du chapeau en fin de match face à la Jamaïque (5-0). Batigol devient le premier joueur de l'histoire auteur de triplés dans deux éditions différentes de la compétition,. En huitième de finale contre l'Angleterre, Batistuta ouvre la marque sur penalty et son équipe se qualifie aux tirs au but (2-2 tab 4-3). L'Argentine échoue face aux Pays-Bas en quarts (2-1). Batigol termine tout de même deuxième meilleur buteur avec cinq buts, derrière Davor Šuker.
À l’été 1998, Giovanni Trapattoni devient entraîneur de la Fiorentina. Lors de la première moitié de saison, Batistuta inscrit 17 buts en 17 matchs, et la viola est sacrée championne d’automne. Mais une blessure durant l'hiver empêche l'Argentin de garder son efficactié. La Fiorentina est doublée par le Milan AC et la Lazio en Serie A, et Batistuta au dernier moment par Marcio Amoroso pour le titre de capocannoniere.
Épaulé par les venues de Predrag Mijatović, Enrico Chiesa ou Moreno Torricelli, il accède à la Ligue des champions 1999-2000, atteignant le second tour en battant notamment Arsenal à l'extérieur. Batigol y marque le but victorieux à la 75e minute (0-1). Le 14 mai 2000, Batistuta inscrit un triplé face à Venise et devient meilleur buteur de l’histoire du club florentin, devant Kurt Hamrin, avec 152 buts. À la fin du match, il annonce son départ du club, déclarant « Je ne dirai jamais ce qui m’a dérangé ici. Moi, je veux jouer et gagner, et avec la Fiorentina, il y a des choses que je ne partage plus. Je pense qu’il est juste de changer, pour ne plus souffrir ». Avec la Fiorentina, il marquer 207 buts en 333 matches officiels avec le club florentin. Celui qui a été élu joueur du siècle de la Fiorentina a une statue est érigée en son honneur devant le stade de la Fiorentina.
Las de ne pouvoir être sacré champion d'Italie après neuf saisons sous les couleurs florentines, Batistuta signe fin mai 2000 à l'AS Rome qui débourse 36 M€, alors 72 milliards de lires, jamais une telle somme n’a été dépensée pour un joueur de plus de trente ans. Devant près de 13 000 personnes au stade pour l'accueillir, Batigol déclare « Je suis venu ici pour gagner ».
Dirigée par Fabio Capello, la Roma développe alors un jeu plaisant, grâce notamment aux talents conjugués de Francesco Totti et Vincenzo Montella. Il inscrit ses deux premiers buts lors de la deuxième journée de championnat, victoire 4-0 à Lecce, puis le premier au stadio Olimpico le 22 octobre face à Vicenza (succès 3-1). Au bout de sept journées, l'Argentin compte déjà huit burs sur les 19 isncrits par son club. La huitième journée voit la Roma recevoir son ancien club de la Fiorentina. Batistuta offre la victoire en fin de match. Le 17 juin 2001 face à Parme, il inscrit le dernier but de son équipe en Serie A et son vingtième personnel. La Roma décroche, dès la première saison de Batistuta, son premier titre de champion depuis 1983.

### Fin de carrière provoquée par les douleurs
Ses genoux le font déjà souffrir. Lors des saisons suivantes, l’attaquant voit ses performances déclinées.
Lors des éliminatoires pour le Mondial 2002, au sein de l'Estadio Mario Alberto Kempes de Cordoba, Gabriel Batistuta devient le premier Argentin à atteindre la barre des cinquante buts avec l'Albiceleste, pour sa 69e cape.

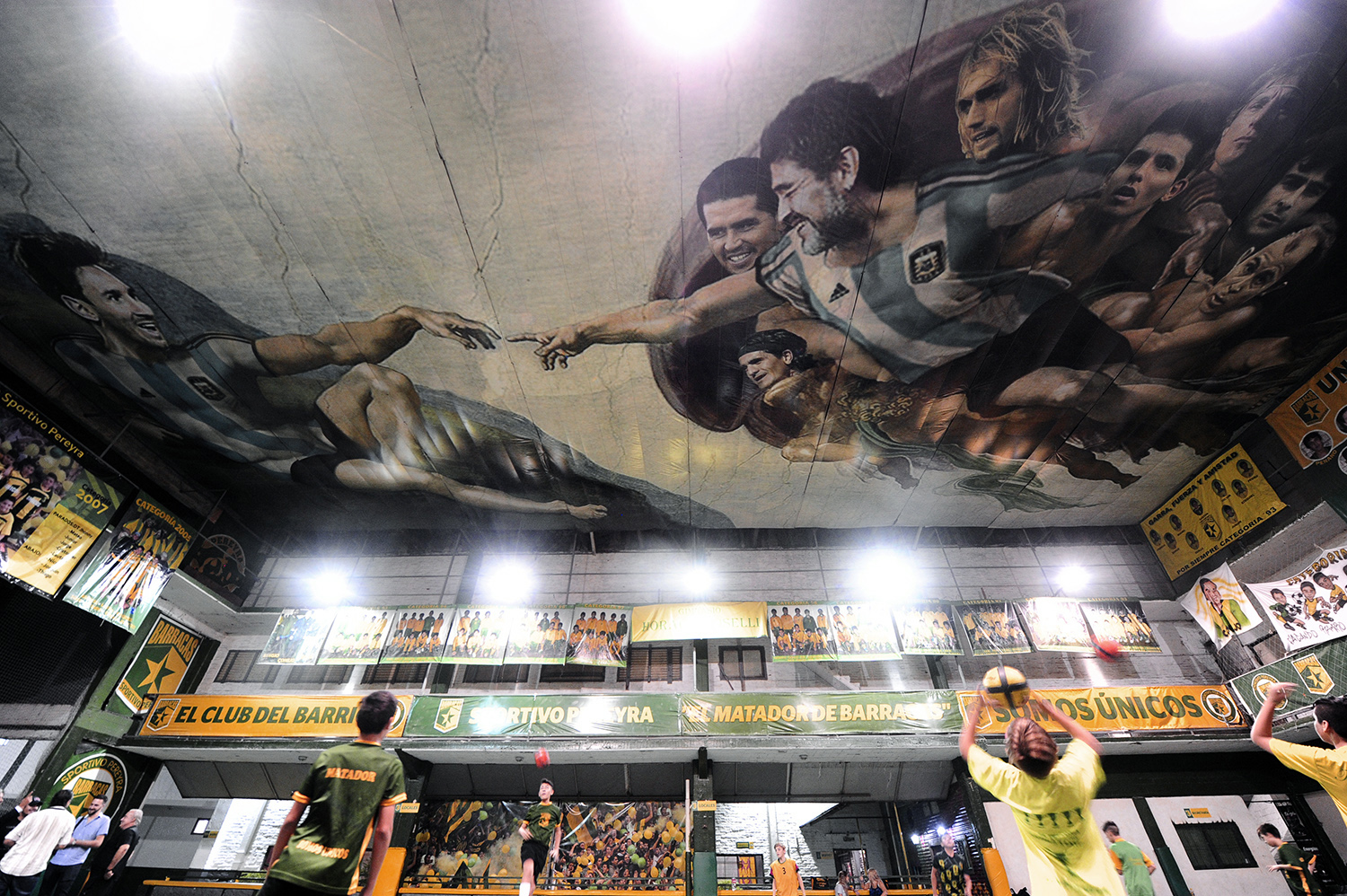
Fresque rendant hommage aux meilleurs joueurs argentins de l'histoire (Batistuta en haut à d.).

Le Mondial asiatique 2002 est un échec après des qualifications records. L'Argentine de Marcelo Bielsa, qui fait partie des favoris, ne passe pas le premier tour. Lors du premier match contre le Nigeria, Batistuta marque le seul but de la rencontre et son dernier en sélection (1-0). Cela lui permet d'entrer dans le cercle fermé des joueurs buteurs à dix reprises en phase finale de Coupe du monde, alors meilleur buteur en la matière de l'Argentine. À 33 ans, il porte son record de but de l'équipe argentine à 56 unités après 77 rencontres (0,7 buts par match de moyenne). Son record est dépassé par Lionel Messi en 2006, à 29 ans, mais après 112 rencontres (0,49 de moyenne). Le troisième match de poule contre la Suède (1-1) est son dernier en équipe nationale. Batistuta prend sa retraite internationale après 78 sélections et 56 buts.
En 2002-2003, l'Inter Milan le fait signer mais il n'inscrit que deux buts en douze matchs sous le maillot interiste.
Batistuta s'envole pour le Qatar à l'Al-Arabi SC où il termine meilleur buteur du championnat avec 25 buts (record historique). À 36 ans, Batigol connaît des blessures à répétition qui le poussent à raccrocher les crampons. En football, l’accumulation de micro-traumatismes peut entraîner la détérioration du cartilage de la cheville, provoquant ainsi de l’arthrose. Julien Even, chirurgien orthopédiste, spécialisé dans la chirurgie du membre inférieur et la médecine du sport, explique en 2019 : « un footballeur qui a multiplié les entorses de cheville peut avoir rapidement des lésions du cartilage et un début d’arthrose qui va s’aggraver ensuite ».
En 2011, Luca Calamia, un ami journaliste au Corriere della Sera confiée : « Il ne peut pas rester debout plus d'une demi-heure. Toutes les infiltrations qu'il a subies (au cours de sa carrière) ont complètement déchiré ses tendons ».
En 2014, il témoigne : « Après avoir raccroché les crampons, en très peu de temps, je me suis retrouvé dans l’incapacité de marcher, racontait-il. J’avais tellement mal que je n’arrivais même plus à me lever de mon lit, (...) Je n’ai plus de cartilage ni de tendon, mes 86 kilos appuyaient sur les os, et cela me faisait terriblement souffrir. La douleur était insupportable, à tel point que j’ai demandé au médecin de m’amputer les jambes. (...) Le médecin m’a dit qu’il ne voulait pas, que j’étais fou, il m’a opéré la cheville droite, mais cela n’a rien amélioré. Il a fallu une série d’opérations pour que je puisse recommencer à marcher »,. Il se fait de nouveau opérer afin d'atténuer les douleurs un an plus tard, en 2019, et la pose d'une prothèse à la cheville gauche.

### Retraite des terrains

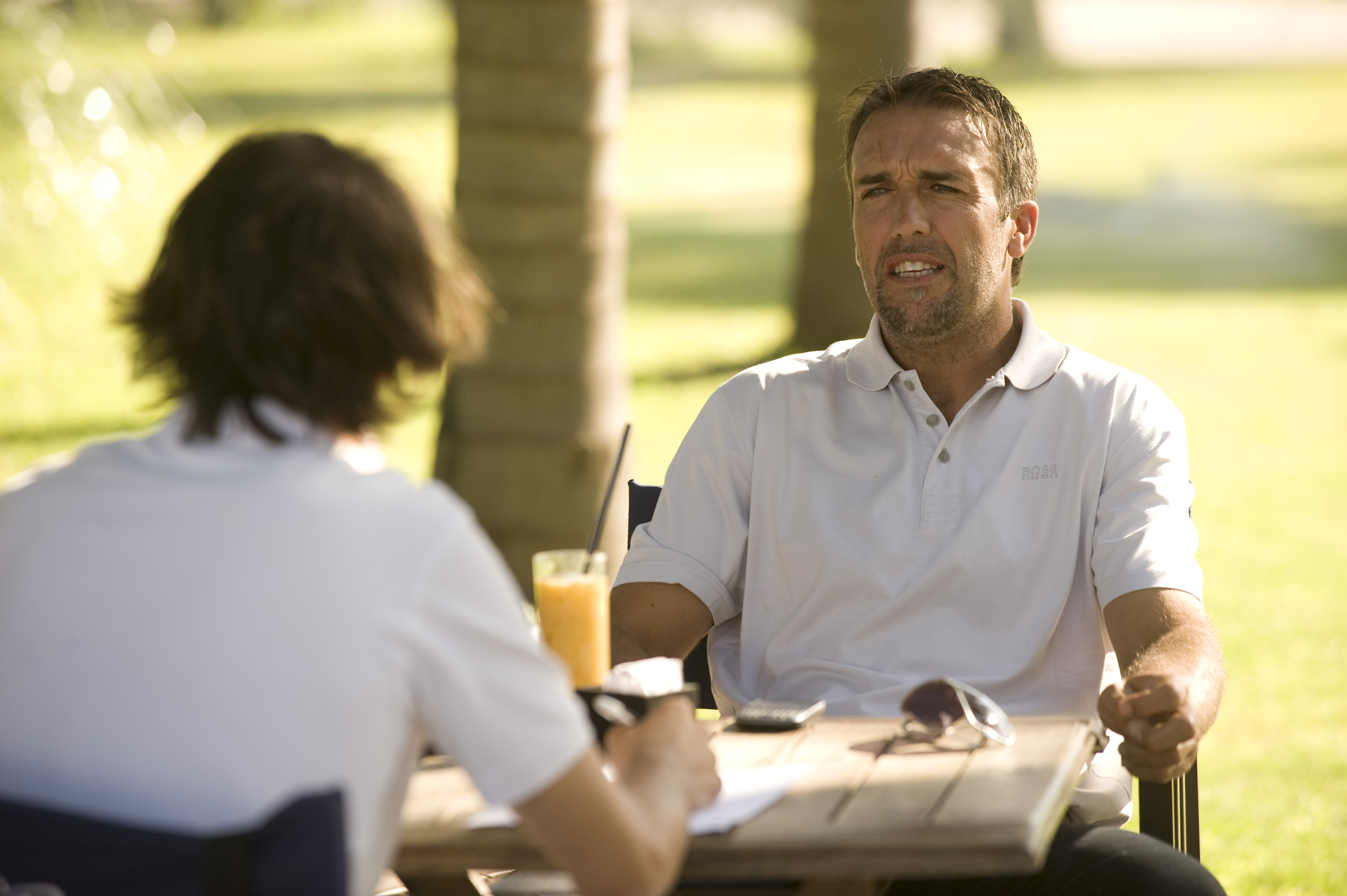
Gabriel Batistuta en 2012.

Gabriel Batistuta est père de quatre enfants avec son épouse Irina Fernández : Thiago né en 1992, Lucas né en 1997, Joaquin né en 1999, Pablo né en 2002. En 2019, il est invité avec sa femme à danser dans l’émission italienne Ballando con le stelle.
Batistuta a commencé le polo, encouragé par son ami, le joueur argentin Adolfo Cambiaso. Il a reçu le handicap 0. À l'Argentina Polo Tour en 2009 il a joué avec Cambiaso dans la même équipe Loro Piana. Ils ont gagné la Copa Stella Artois,.
Après quelques piges dans des staffs techniques, et des participations exceptionnelles à des émissions TV, Batistuta se consacre à son exploitation de bétail à Reconquista.

## Style de jeu
Gabriel Batistuta est réputé pour son fort caractère, couplé à sa longue chevelure, il est comparé à un lion. Des ultras de la Fiorentina le décrivent comme un « guerrier jamais dompté, dur dans la lutte, loyal dans l’âme ». Il est un attaquant physique, puissant et racé.
L’Argentin est capable d'effectuer des tirs précis et puissant des deux pieds. Sa puissance physique, son pouvoir d’accélération et ses déplacements mettent en difficulté de nombreux défenseurs.

## Statistiques

### En club
Avec la Fiorentina, il marquer 207 buts en 333 matches officiels avec le club florentin et 242 réalisations au total en Serie A italienne entre 1991 et 2003. L'attaquant totalise 356 buts et 107 passes décisives entre clubs et sélection d’Argentine. 348 réalisations marquées au fil de ses 17 années de carrière, selon une autre source.
Gabriel Batistuta dispute 77 matchs de championnat d'Argentine pour 24 buts, 318 rencontres de Série A italienne (184 buts, ainsi que 26 matchs et seize buts en Série B 1993-94), 21 rencontre en championnat du Qatar (25 buts). Au niveau continental, Batistuta joue 42 rencontres de Coupe d'Europe durant lesquelles il marque à treize reprises.
| Saison                | Club                  | Championnat           | Championnat | Championnat | Coupe(s) nationale(s) | Coupe(s) nationale(s) | Supercoupe | Supercoupe | Compétition(s) continentale(s) | Compétition(s) continentale(s) | Compétition(s) continentale(s) | Total | Total |
| Saison                | Club                  | Division              | M.          | B.          | M.                    | B.                    | M.         | B.         | Comp.                          | M.                             | B.                             | M.    | B.    |
| 1988-1989             | Newell's Old Boys     | Primera Division      | 24          | 7           | -                     | -                     | -          | -          | CL                             | 5                              | 3                              | 29    | 10    |
| 1989-1990             | CA River Plate        | Primera Division      | 21          | 4           | -                     | -                     | -          | -          | -                              | -                              | -                              | 21    | 4     |
| 1990-1991             | CA Boca Juniors       | Primera Division      | 30          | 13          | -                     | -                     | -          | -          | CL                             | 10                             | 6                              | 40    | 19    |
| Sous-total            | Sous-total            | Sous-total            | 75          | 24          | -                     | -                     | -          | -          | -                              | 15                             | 9                              | 90    | 33    |
| 1991-1992             | ACF Fiorentina        | Serie A               | 27          | 13          | 3                     | 1                     | -          | -          | -                              | -                              | -                              | 30    | 14    |
| 1992-1993             | ACF Fiorentina        | Serie A               | 32          | 16          | 3                     | 3                     | -          | -          | -                              | -                              | -                              | 35    | 19    |
| 1993-1994             | ACF Fiorentina        | Serie B               | 26          | 16          | 4                     | 3                     | -          | -          | AI                             | 2                              | 2                              | 32    | 21    |
| 1994-1995             | ACF Fiorentina        | Serie A               | 32          | 26          | 5                     | 2                     | -          | -          | -                              | -                              | -                              | 37    | 28    |
| 1995-1996             | ACF Fiorentina        | Serie A               | 31          | 19          | 8                     | 8                     | -          | -          | -                              | -                              | -                              | 39    | 27    |
| 1996-1997             | ACF Fiorentina        | Serie A               | 32          | 13          | 3                     | 2                     | 1          | 2          | C2                             | 7                              | 4                              | 43    | 21    |
| 1997-1998             | ACF Fiorentina        | Serie A               | 31          | 21          | 5                     | 3                     | -          | -          | -                              | -                              | -                              | 36    | 24    |
| 1998-1999             | ACF Fiorentina        | Serie A               | 28          | 21          | 6                     | 4                     | -          | -          | C3                             | 3                              | 1                              | 37    | 26    |
| 1999-2000             | ACF Fiorentina        | Serie A               | 30          | 23          | 3                     | 0                     | -          | -          | C1                             | 11                             | 6                              | 44    | 29    |
| Sous-total            | Sous-total            | Sous-total            | 269         | 168         | 40                    | 26                    | 1          | 2          | -                              | 23                             | 13                             | 333   | 209   |
| 2000-2001             | AS Rome               | Serie A               | 28          | 20          | -                     | -                     | -          | -          | C3                             | 4                              | 1                              | 32    | 21    |
| 2001-2002             | AS Rome               | Serie A               | 23          | 6           | 1                     | 0                     | 1          | 0          | C1                             | 11                             | 0                              | 36    | 6     |
| 2002-2003             | AS Rome               | Serie A               | 12          | 4           | 2                     | 1                     | -          | -          | C1                             | 6                              | 1                              | 20    | 6     |
| Sous-total            | Sous-total            | Sous-total            | 63          | 30          | 3                     | 1                     | 1          | 0          | -                              | 21                             | 2                              | 88    | 33    |
| 2002-2003             | Inter Milan           | Serie A               | 12          | 2           | -                     | -                     | -          | -          | -                              | -                              | -                              | 12    | 2     |
| 2003-2004             | Al Arabi Doha         | QSL                   | 18          | 25          | -                     | -                     | -          | -          | -                              | -                              | -                              | 18    | 25    |
| 2004-2005             | Al Arabi Doha         | QSL                   | 3           | 0           | -                     | -                     | -          | -          | -                              | -                              | -                              | 3     | 0     |
| Sous-total            | Sous-total            | Sous-total            | 21          | 25          | -                     | -                     | -          | -          | -                              | -                              | -                              | 21    | 25    |
| Total sur la carrière | Total sur la carrière | Total sur la carrière | 440         | 249         | 43                    | 27                    | 2          | 2          | -                              | 59                             | 24                             | 544   | 302   |

### En sélection nationale
Batistuta dispute 78 matchs avec l'équipe d'Argentine pour 42 succès (68,59 %), 23 matchs nuls et 13 défaites. Il inscrits 56 buts en 78 rencontres, soit une moyenne de 0.72 par match. Ce record de buts est dépassé par Lionel Messi mais en davantage de rencontres (112 matchs, 0,49 de moyenne).
| Saison                | Sélection             | Phases finales                                    | Phases finales | Phases finales | Phases finales | Éliminatoires CDM | Éliminatoires CDM | Éliminatoires CDM | Matchs amicaux | Matchs amicaux | Matchs amicaux | Finalissima 1993 | Finalissima 1993 | Finalissima 1993 | Total | Total | Total |
| Saison                | Sélection             | Compétition                                       | M              | B              | Pd             | M                 | B                 | Pd                | M              | B              | Pd             | M                | B                | Pd               | M     | B     | Pd    |
| --------------------- | --------------------- | ------------------------------------------------- | -------------- | -------------- | -------------- | ----------------- | ----------------- | ----------------- | -------------- | -------------- | -------------- | ---------------- | ---------------- | ---------------- | ----- | ----- | ----- |
| 1990-1991             | Argentine             | Copa América 1991                                 | 6              | 6              | 1              | -                 | -                 | -                 | 1              | 0              | 0              | -                | -                | -                | 7     | 6     | 1     |
| 1991-1992             | Argentine             | -                                                 | -              | -              | -              | -                 | -                 | -                 | 3              | 4              | 0              | -                | -                | -                | 3     | 4     | 0     |
| 1992-1993             | Argentine             | Coupe des confédérations 1992 + Copa América 1993 | 2+6            | 2+3            | 0              | -                 | -                 | -                 | 1              | 0              | 0              | 1                | 0                | 1                | 10    | 5     | 1     |
| 1993-1994             | Argentine             | Coupe du monde 1994                               | 4              | 4              | 0              | 7                 | 3                 | 0                 | 6              | 2              | 2              | -                | -                | -                | 17    | 9     | 2     |
| 1994-1995             | Argentine             | Coupe des confédérations 1995 + Copa América 1995 | 3+4            | 2+4            | 0+1            | -                 | -                 | -                 | 2              | 3              | 2              | -                | -                | -                | 9     | 9     | 3     |
| 1995-1996             | Argentine             | -                                                 | -              | -              | -              | 2                 | 1                 | 0                 | 2              | 0              | 0              | -                | -                | -                | 4     | 1     | 0     |
| 1996-1997             | Argentine             | Copa América 1997                                 | -              | -              | -              | 4                 | 2                 | 1                 | -              | -              | -              | -                | -                | -                | 4     | 2     | 1     |
| 1997-1998             | Argentine             | Coupe du monde 1998                               | 5              | 5              | 0              | 1                 | 0                 | 0                 | 7              | 7              | 0              | -                | -                | -                | 13    | 12    | 0     |
| 1998-1999             | Argentine             | Copa América 1999                                 | -              | -              | -              | -                 | -                 | -                 | 1              | 1              | 0              | -                | -                | -                | 1     | 1     | 0     |
| 1999-2000             | Argentine             | -                                                 | -              | -              | -              | 3                 | 3                 | 1                 | 2              | 1              | 0              | -                | -                | -                | 5     | 4     | 1     |
| 2000-2001             | Argentine             | -                                                 | -              | -              | -              | 1                 | 1                 | 0                 | -              | -              | -              | -                | -                | -                | 1     | 1     | 0     |
| 2001-2002             | Argentine             | Coupe du monde 2002                               | 3              | 1              | 0              | 1                 | 1                 | 0                 | -              | -              | -              | -                | -                | -                | 4     | 2     | 0     |
| Total sur la carrière | Total sur la carrière | Total sur la carrière                             | 33             | 27             | 2              | 19                | 11                | 2                 | 25             | 18             | 4              | 1                | 0                | 1                | 78    | 56    | 9     |

| Buts en sélection de Gabriel Batistuta | Buts en sélection de Gabriel Batistuta | Buts en sélection de Gabriel Batistuta | Buts en sélection de Gabriel Batistuta | Buts en sélection de Gabriel Batistuta | Buts en sélection de Gabriel Batistuta  |
|                                        | Date                                   | Lieu                                   | Adversaire                             | Résultats                              | Compétitions                            |
| -------------------------------------- | -------------------------------------- | -------------------------------------- | -------------------------------------- | -------------------------------------- | --------------------------------------- |
| 1                                      | 8 juillet 1991                         | Santiago, Chili                        | Venezuela                              | 3-0                                    | Copa América 1991                       |
| 2                                      | 8 juillet 1991                         | Santiago, Chili                        | Venezuela                              | 3-0                                    | Copa América 1991                       |
| 3                                      | 10 juillet 1991                        | Santiago, Chili                        | Chili                                  | 1-0                                    | Copa América 1991                       |
| 4                                      | 12 juillet 1991                        | Concepción, Chili                      | Paraguay                               | 4-1                                    | Copa América 1991                       |
| 5                                      | 17 juillet 1991                        | Santiago, Chili                        | Brésil                                 | 3-2                                    | Copa América 1991                       |
| 6                                      | 21 juillet 1991                        | Santiago, Chili                        | Colombie                               | 2-1                                    | Copa América 1991                       |
| 7                                      | 31 mai 1992                            | Tokyo, Japon                           | Japon                                  | 1-0                                    | Coupe Kirin 1992                        |
| 8                                      | 3 juin 1992                            | Gifu, Japon                            | Pays de Galles                         | 1-0                                    | Match amical                            |
| 9                                      | 18 juin 1992                           | Buenos Aires, Argentine                | Australie                              | 2-0                                    | Match amical                            |
| 10                                     | 18 juin 1992                           | Buenos Aires, Argentine                | Australie                              | 2-0                                    | Match amical                            |
| 11                                     | 16 octobre 1992                        | Riyad, Arabie saoudite                 | Côte d'Ivoire                          | 4-0                                    | Coupe des confédérations 1992           |
| 12                                     | 16 octobre 1992                        | Riyad, Arabie saoudite                 | Côte d'Ivoire                          | 4-0                                    | Coupe des confédérations 1992           |
| 13                                     | 17 juin 1993                           | Guayaquil, Équateur                    | Bolivie                                | 1-0                                    | Copa América 1993                       |
| 14                                     | 4 juillet 1993                         | Guayaquil, Équateur                    | Mexique                                | 2-1                                    | Copa América 1993                       |
| 15                                     | 4 juillet 1993                         | Guayaquil, Équateur                    | Mexique                                | 2-1                                    | Copa América 1993                       |
| 16                                     | 1er août 1993                          | Buenos Aires, Argentine                | Pérou                                  | 1-0                                    | Éliminatoires de la Coupe du monde 1994 |
| 17                                     | 22 août 1993                           | Buenos Aires, Argentine                | Pérou                                  | 2-1                                    | Éliminatoires de la Coupe du monde 1994 |
| 18                                     | 17 novembre 1993                       | Buenos Aires, Argentine                | Australie                              | 1-0                                    | Barrages de la Coupe du monde 1994      |
| 19                                     | 31 mai 1994                            | Tel Aviv, Israël                       | Israël                                 | 3-0                                    | Match amical                            |
| 20                                     | 31 mai 1994                            | Tel Aviv, Israël                       | Israël                                 | 3-0                                    | Match amical                            |
| 21                                     | 21 juin 1994                           | Boston, États-Unis                     | Grèce                                  | 4-0                                    | Coupe du monde 1994                     |
| 22                                     | 21 juin 1994                           | Boston, États-Unis                     | Grèce                                  | 4-0                                    | Coupe du monde 1994                     |
| 23                                     | 21 juin 1994                           | Boston, États-Unis                     | Grèce                                  | 4-0                                    | Coupe du monde 1994                     |
| 24                                     | 3 juillet 1994                         | Pasadena, États-Unis                   | Roumanie                               | 2-3                                    | Coupe du monde 1994                     |
| 25                                     | 8 janvier 1995                         | Riyad, Arabie saoudite                 | Japon                                  | 5-1                                    | Coupe des confédérations 1995           |
| 26                                     | 8 janvier 1995                         | Riyad, Arabie saoudite                 | Japon                                  | 5-1                                    | Coupe des confédérations 1995           |
| 27                                     | 22 juin 1995                           | Mendoza, Argentine                     | Slovaquie                              | 6-0                                    | Match amical                            |
| 28                                     | 22 juin 1995                           | Mendoza, Argentine                     | Slovaquie                              | 6-0                                    | Match amical                            |
| 29                                     | 30 juin 1995                           | Quilmes, Argentine                     | Australie                              | 2-0                                    | Match amical                            |
| 30                                     | 8 juillet 1995                         | Paysandú, Uruguay                      | Bolivie                                | 2-1                                    | Copa América 1995                       |
| 31                                     | 11 juillet 1995                        | Paysandú, Uruguay                      | Chili                                  | 4-0                                    | Copa América 1995                       |
| 32                                     | 11 juillet 1995                        | Paysandú, Uruguay                      | Chili                                  | 4-0                                    | Copa América 1995                       |
| 33                                     | 17 juillet 1995                        | Rivera, Uruguay                        | Brésil                                 | 2-2 a.p. 2-4 t.a.b.                    | Copa América 1995                       |
| 34                                     | 24 avril 1996                          | Buenos Aires, Argentine                | Bolivie                                | 3-1                                    | Éliminatoires de la Coupe du monde 1998 |
| 35                                     | 1er septembre 1996                     | Buenos Aires, Argentine                | Paraguay                               | 1-1                                    | Éliminatoires de la Coupe du monde 1998 |
| 36                                     | 15 décembre 1996                       | Buenos Aires, Argentine                | Chili                                  | 1-1                                    | Éliminatoires de la Coupe du monde 1998 |
| 37                                     | 10 mars 1998                           | Buenos Aires, Argentine                | Bulgarie                               | 2-0                                    | Match amical                            |
| 36                                     | 22 avril 1998                          | Dublin, Irlande                        | République d'Irlande                   | 2-0                                    | Match amical                            |
| 39                                     | 14 mai 1998                            | Córdoba, Argentine                     | Bosnie-Herzégovine                     | 5-0                                    | Match amical                            |
| 40                                     | 14 mai 1998                            | Córdoba, Argentine                     | Bosnie-Herzégovine                     | 5-0                                    | Match amical                            |
| 41                                     | 14 mai 1998                            | Córdoba, Argentine                     | Bosnie-Herzégovine                     | 5-0                                    | Match amical                            |
| 42                                     | 19 mai 1998                            | Mendoza, Argentine                     | Chili                                  | 1-0                                    | Match amical                            |
| 43                                     | 25 mai 1998                            | Buenos Aires, Argentine                | Afrique du Sud                         | 2-0                                    | Match amical                            |
| 44                                     | 14 juin 1998                           | Toulouse, France                       | Japon                                  | 1-0                                    | Coupe du monde 1998                     |
| 45                                     | 21 juin 1998                           | Paris, France                          | Jamaïque                               | 5-0                                    | Coupe du monde 1998                     |
| 46                                     | 21 juin 1998                           | Paris, France                          | Jamaïque                               | 5-0                                    | Coupe du monde 1998                     |
| 47                                     | 21 juin 1998                           | Paris, France                          | Jamaïque                               | 5-0                                    | Coupe du monde 1998                     |
| 48                                     | 30 juin 1998                           | Saint-Étienne, France                  | Angleterre                             | 2-2 a.p. 4-3 t.a.b.                    | Coupe du monde 1998                     |
| 49                                     | 31 mars 1999                           | Amsterdam, Pays-Bas                    | Pays-Bas                               | 1-1                                    | Match amical                            |
| 50                                     | 13 octobre 1999                        | Córdoba, Argentine                     | Colombie                               | 2-1                                    | Match amical                            |
| 51                                     | 29 mars 2000                           | Buenos Aires, Argentine                | Chili                                  | 4-1                                    | Éliminatoires de la Coupe du monde 2002 |
| 55                                     | 29 juin 2000                           | Bogota, Colombie                       | Colombie                               | 3-1                                    | Éliminatoires de la Coupe du monde 2002 |
| 53                                     | 29 juin 2000                           | Bogota, Colombie                       | Colombie                               | 3-1                                    | Éliminatoires de la Coupe du monde 2002 |
| 54                                     | 8 octobre 2000                         | Buenos Aires, Argentine                | Uruguay                                | 2-1                                    | Éliminatoires de la Coupe du monde 2002 |
| 55                                     | 7 octobre 2001                         | Asuncion, Paraguay                     | Paraguay                               | 2-2                                    | Éliminatoires de la Coupe du monde 2002 |
| 56                                     | 2 juin 2002                            | Ibaraki, Japon                         | Nigeria                                | 1-0                                    | Coupe du monde 2002                     |

## Palmarès

### Titres et trophées collectifs
Finaliste de la Copa Libertadores en 1988 avec Newell's Old Boys, Batistuta est Champion d'Argentine en 1990 avec Boca Juniors. Champion de Serie B en 1994 avec la Fiorentina, il remporte la Coupe d'Italie puis la Supercoupe italienne deux ans plus tard en 1996, soit trois trophées en quatre ans. En 2001, il est enfin sacré champion d'Italie après avoir rejoint l'AS Roma, puis obtient une seconde Supercoupe nationale dans la foulée.
Avec l'équipe d'Argentine, Batistuta est vainqueur de la Copa América en 1991 et en 1993, ainsi que de la Coupe des Confédérations en 1992 entre-temps.

### Distinctions personnelles
Batigol est le premier joueur de l'histoire à inscrire deux triplés dans deux éditions différentes de la Coupe du monde,. Il fait partie du cercle fermé des joueurs buteurs à dix reprises en phase finale de Coupe du monde, alors record en la matière de l'Argentine. Son record de but avec l'équipe argentine de 56 unités en 77 rencontres est dépassé par Lionel Messi en 2006.
Gabriel Batistuta détient le record de buts inscrits sur les premières journées d'une saison de Serie A, avec onze matchs consécutifs en 1994. Fin 2016, Gabriel Batistuta est toujours le meilleur buteur étranger de l’histoire de la Serie A italienne avec 242 buts inscrits entre 1991 et 2003. Quelques mois auparavant, il est rejoint par Alberto Gilardino à la treizième place des meilleurs buteurs de l’histoire du championnat italien avec 184 réalisations.
Il termine meilleur buteur du championnat italien pour le retour de la Viola dans l’élite (26 buts) en 1994-95. Il est aussi meilleur buteur du Championnat du Qatar en 2004 (25 buts).
- Élu 4e au Ballon d'Or en 1999
- Élu meilleur joueur argentin en 1998
- Élu joueur du siècle de la Fiorentina
- Élu 3e Meilleur footballeur de l'année FIFA en 1999
- Élu meilleur joueur étranger de l'année de Serie A en 1999
- Meilleur buteur de la Copa América en 1991 (6 buts)[4] et en 1995 (4 buts)
- Meilleur buteur de l'histoire de la Fiorentina (209 buts)
- 8e meilleur buteur étranger de l'histoire du Championnat d’Italie (200 buts en championnat, 184 en Série A, 16 en Série B)